# Gulcha
Gulcha (Гүлчө) est une ville du Kirghizistan, dans la province d'Och, à 1 540 m d'altitude. C'est la capitale du district d'Alay. Elle est située dans une vallée, à la confluence de trois rivières.
La population était de 21 708 habitants en 2008.

## Personnalités liées
- Musa Adyshev (1915-1979): géologue soviétique.
- Salaydin Aydarov (1969-): homme politique kirghiz.
- Jyrgalbek Kalmamatov (1972-2018): homme politique kirghiz.